# Lavivaara
Lavivaara är ett berg i Finland. Det ligger i Enontekis i landskapet Lappland, i den norra delen av landet, 900 km norr om huvudstaden Helsingfors. Toppen på Lavivaara är 544 meter över havet, eller 133 meter över den omgivande terrängen. Bredden vid basen är 2,4 km.
Terrängen runt Lavivaara är huvudsakligen platt.  Trakten runt Lavivaara är nära nog obefolkad, med mindre än två invånare per kvadratkilometer. Närmaste större samhälle är Karesuvanto, 9,9 km söder om Lavivaara. Omgivningarna runt Lavivaara är i huvudsak ett öppet busklandskap.